# Tech Mahindra
Tech Mahindra ist ein indisches IT-Unternehmen mit Sitz in Pune.
Das Unternehmen wurde 1986 gegründet. Im Geschäftsjahr 2019/2020 wurde ein Umsatz von 5,182 Milliarden US-Dollar erwirtschaftet, die Zahl der Mitarbeiter weltweit lag bei 120.000. In 60 Ländern hat Tech Mahindra Filialen oder Niederlassungen. Das Unternehmen gehört zur Mahindra-Gruppe, einem indischen Mischkonzern mit 200.000 Mitarbeitern. Auch in Deutschland ist Tech Mahindra aktiv. 2014 wurde das Drittkundengeschäft der BASF IT Services übernommen, außerdem arbeitet das Unternehmen mit der Allianz Versicherung und Telefónica Deutschland zusammen.